# Le Prince de Hombourg
 (septembre 2024).
Si vous disposez d'ouvrages ou d'articles de référence ou si vous connaissez des sites web de qualité traitant du thème abordé ici, merci de compléter l'article en donnant les références utiles à sa vérifiabilité et en les liant à la section « Notes et références ».

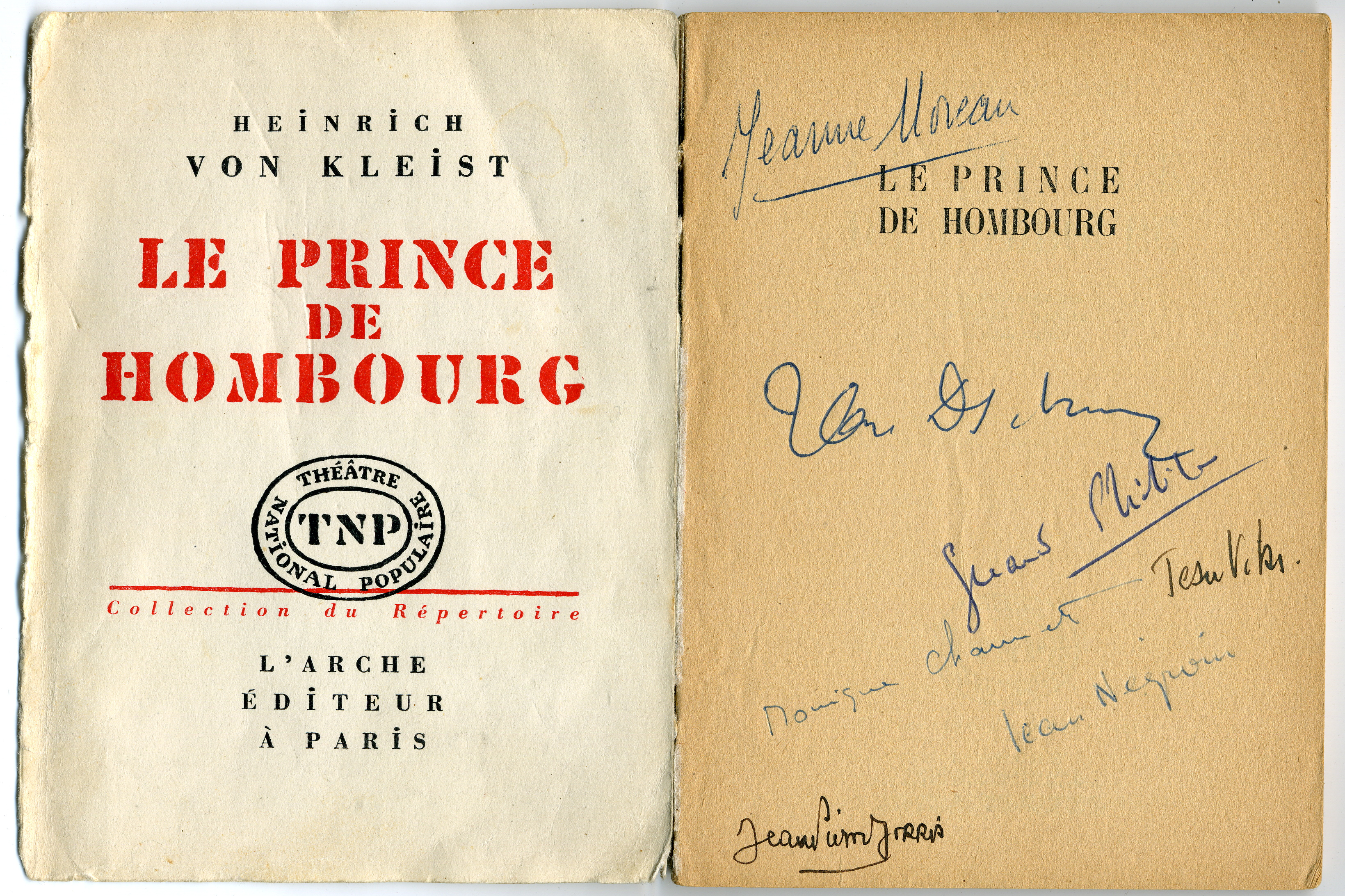
Festival d'Avignon 1952 : Jeanne Moreau, Jean Deschamps, Gérard Philipe, Monique Chaumette, Jean Vilar, Jean Negroni, Charles Denner...

Le Prince de Hombourg (Prinz Friedrich von Homburg oder die Schlacht bei Fehrbellin) est un drame en cinq actes et en vers de Heinrich von Kleist, écrit en 1808-1810, soit quelques mois avant sa mort : c'est sa dernière œuvre.
En France, la pièce doit sa renommée à la mise en scène de Jean Vilar, avec la troupe du Théâtre national populaire lors du Festival d'Avignon de 1951 avec Gérard Philipe.

## Contexte historique
Dans ses mémoires, Frédéric II raconte comment le prince de Hesse-Homburg lança sans ordre et à la hâte une attaque lors de la bataille de Fehrbellin en 1675, et remporta ainsi la bataille. Ce récit est toutefois contredit par les relations historiques.
La pièce s’inscrit dans le contexte des guerres napoléoniennes. Napoléon ne cesse d'étendre son pouvoir en Europe. Face à cette menace, une vague de patriotisme se fait jour et Kleist n'y échappe pas. En 1806, le jeune prince Louis Ferdinand de Prusse attaque l'ennemi de son propre chef lors de la bataille de Saalfeld. Son attaque est infructueuse et, défait, Louis Ferdinand est tué lors de cette bataille. Son courage et son engagement personnel sont toutefois loués. En 1809, sous la direction du major Ferdinand von Schill, des corps-francs prussiens mènent également des actions militaires non autorisées contre l’occupant. Ferdinand von Schill trouve de nombreux partisans et soutiens parmi ceux qui reprochent sa faible détermination au roi Friedrich Wilhelm III.
Tite Live rapporte déjà un combat déclenché en violation des ordres mais victorieux : le consul Titus Manlius Imperiosus Torquatus condamne son fils à mort parce qu'il a porté atteinte à la res publica par son indiscipline.

## Argument
Le Prince Frédéric de Hombourg, à la veille d'une importante bataille contre les Suédois, est surpris par la cour en pleine crise de somnambulisme. Le Grand Électeur, oncle du Prince, s'amuse à lui décerner des honneurs imaginaires. Natalie, fiancée du Prince, est troublée et laisse dans sa main un de ses gants. En revenant à lui, le Prince, surpris par la présence de ce gant, se demande s'il a rêvé ou non: il n'écoute pas (ou peu) les instructions alors que l’Électeur, chef de l'État et de l'armée, ordonne de ne pas attaquer avant son ordre. Dans la confusion du combat, Frédéric croit que l’Électeur a été tué: il ordonne l'attaque et remporte la victoire, mais contre les ordres reçus. L’Électeur souhaite que son indiscipline soit punie de façon exemplaire. Il laisse à Frédéric le choix de la sentence. Celui-ci est d'abord terrifié par la perspective d'une mort sans gloire, mais, dans l'intérêt de l'État, il accepte sa condamnation. Lorsqu'il ôte le bandeau que son bourreau lui avait mis, il se rend compte qu'il se trouve dans une église, face à la cour, et qu'il est conduit à son mariage avec Natalie.

## Représentations

### Création
La pièce est créée à Vienne en 1821, mais elle avait été représentée en privé dans le salon du prince Radziwill.

### En France
La pièce est créée en 1951 au Festival d'Avignon dans une traduction de Jean-Louis Curtis, par le Théâtre national populaire, dans un « complet dépouillement scénique », avec notamment Gérard Philipe dans le rôle-titre, Jeanne Moreau dans le rôle de Natalie et Jean Vilar dans celui du Prince électeur,. La mise en scène de Jean Vilar est soutenue par quelques notes de trompette de Maurice Jarre. Elle est reprise dans le cadre des Festivals de 1952, 1954 et 1956.
En 1984, c'est Frédéric Prince de Hombourg qui est mis en scène par Manfred Karge (de) et Matthias Langhoff au Théâtre municipal d'Avignon.
En 2014, Giorgio Barberio Corsetti met en scène la pièce pour la Cour d'honneur du Palais des papes d'Avignon avec Xavier Gallais dans le rôle-titre, dans une traduction de Ruth Orthmann et de Eloi Recoing. La pièce fait l'ouverture du festival, mais en raison d'un mouvement social de la part des intermittents et précaires du spectacle contre la nouvelle convention d'assurance chômage signée le 22 mars et entrée en vigueur le 1er juillet, la générale du 3 juillet est interrompue et la première est annulée.

## Éditions

### En français
- Le Prince de Hombourg, traduction de Lou Bruder. Paris, Club français du livre, 1960 (volume no 20, théâtre). Publié avec Penthésilée et Catherine de Heilbronn.

## Adaptations

### Pièces radiophoniques
Le Prince de Hombourg a donné lieu a de nombreuses représentations ou adaptations radiophoniques en Allemagne et en Autriche.

### Opéra
La pièce de Kleist fait l'objet d'une adaptation musicale par le compositeur Hans Werner Henze sous le titre Der Prinz von Homburg, opéra en trois actes sur un livret d'Ingeborg Bachmann composé en 1958 et représenté en 1960.

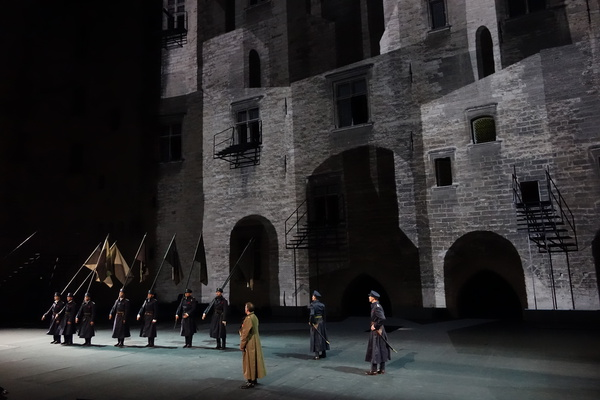
Mise en scène de Giorgio Barberio Corsetti pour la Cour d'honneur du Palais des papes lors du Festival d'Avignon 2014

### Cinéma
La pièce est adaptée au cinéma :
- En 1983 par Gabriele Lavia sous le titre Il principe di Homburg ;
- En 1997 par Marco Bellocchio sous le titre Il principe di Homburg (Le Prince de Hombourg).